# Jagalchimarkt

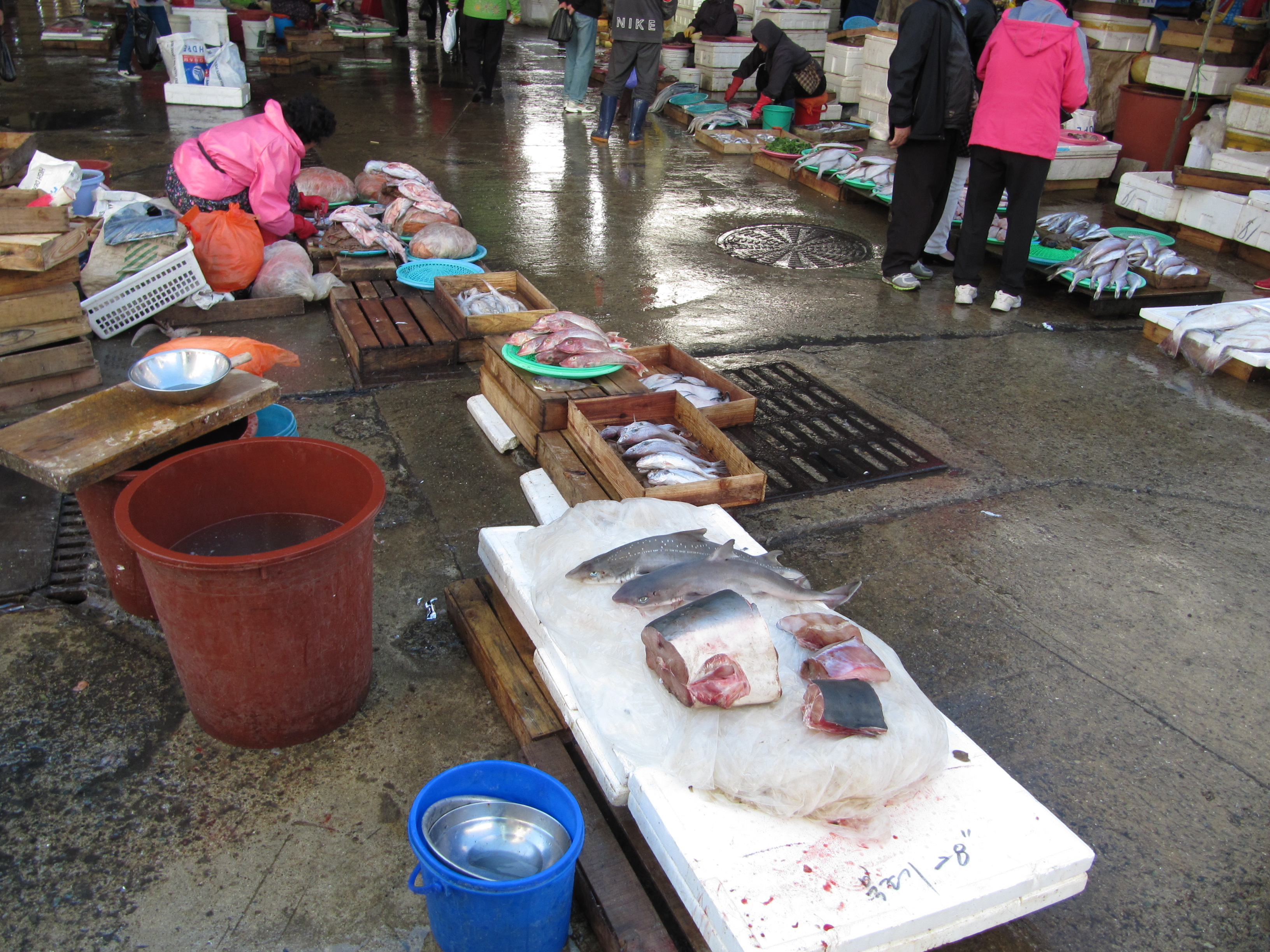
Visverkoop op straat

Jagalchi markt (Hangul: 자갈치시장) is een bekende vismarkt in de Zuid-Koreaanse stad Busan. Het is de grootste vismarkt van Korea. De markt is deels overdekt en vindt deels op straat plaats, de verkoop vindt vrijwel uitsluitend plaats door vrouwen.
De markt is te vinden in de Nampo-dong buurt in het stadsdeel Jung-gu bij de Nampo haven. Het is een belangrijke toeristische trekpleister van Busan.

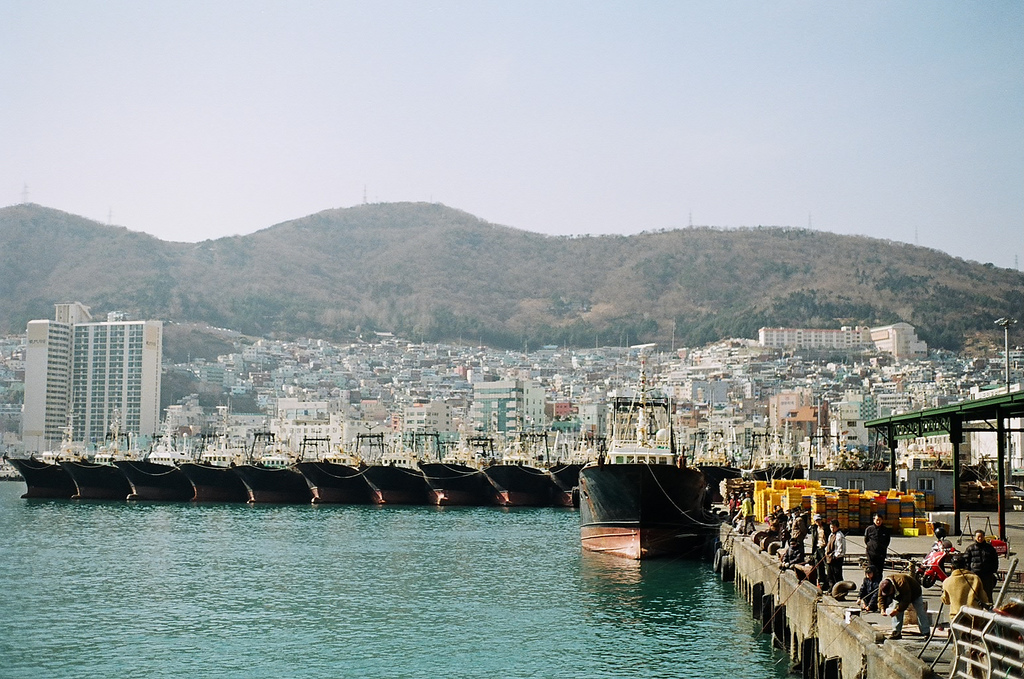
Nampo haven
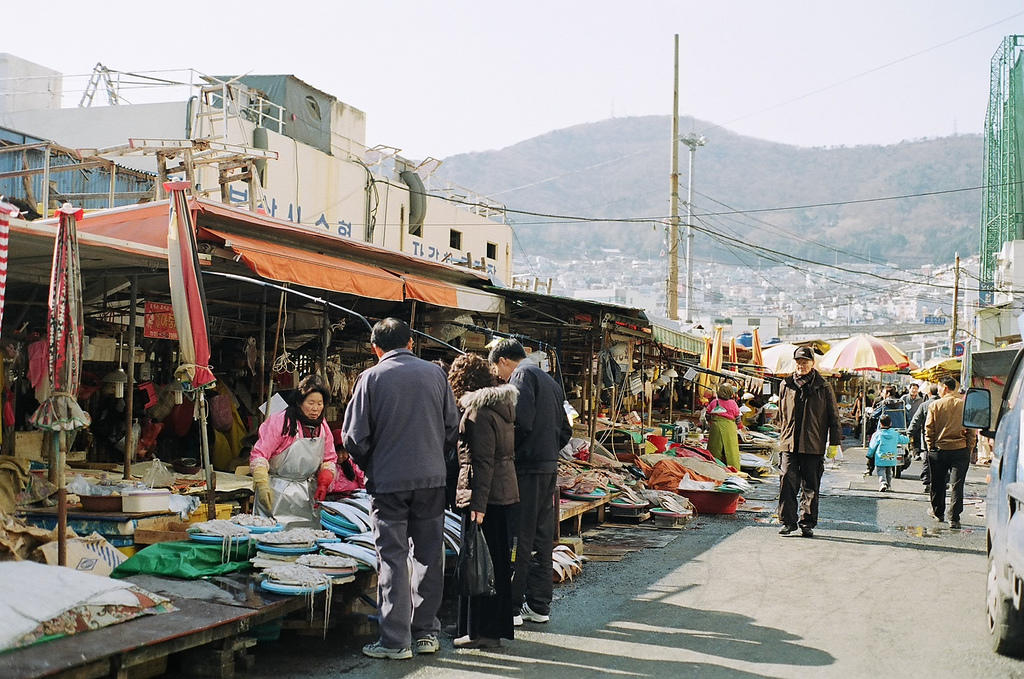
Visverkoop op straat
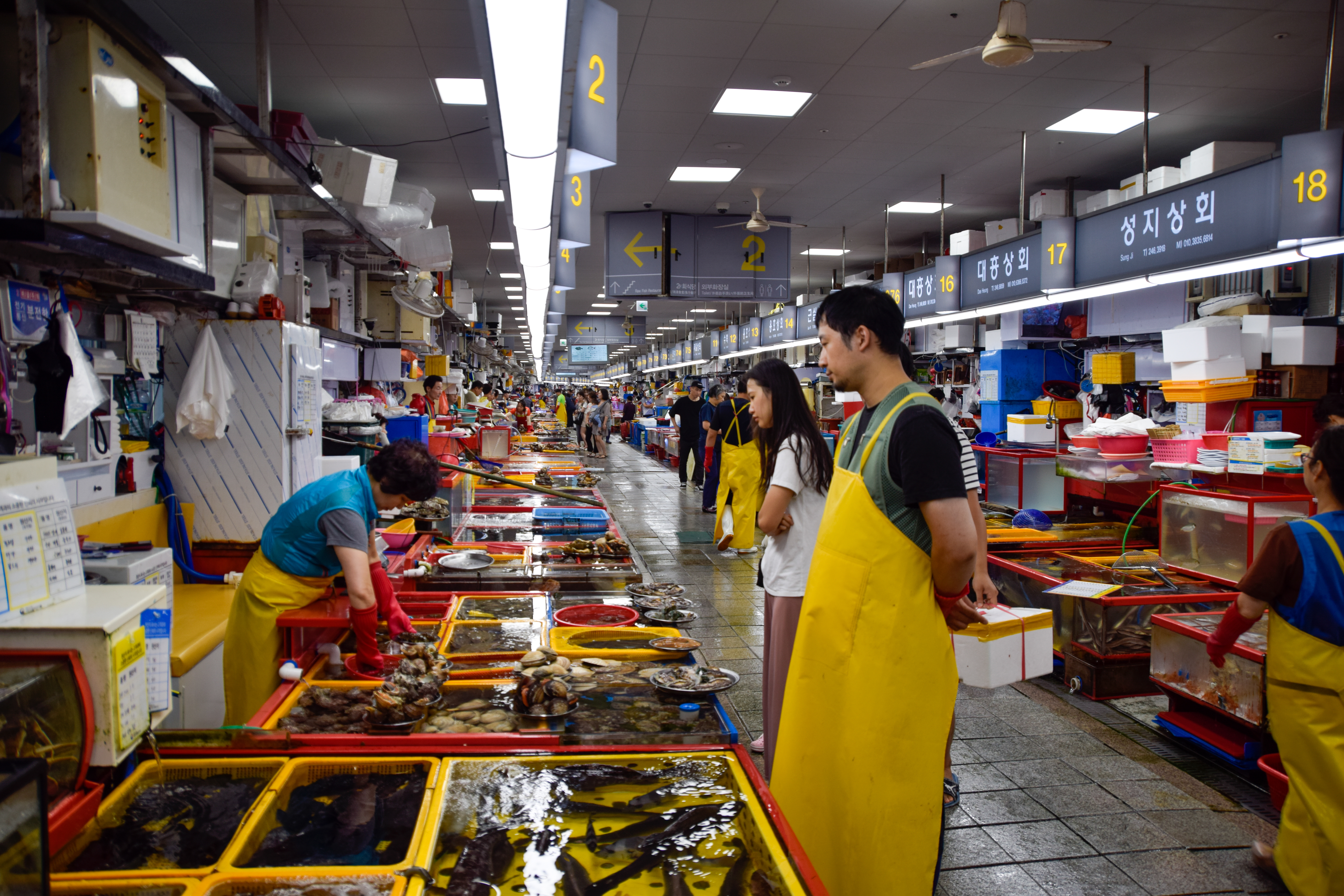
Overdekte markt